# ハロウィンナイトメア
『ハロウィンナイトメア』(HALLOWEEN NIGHTMARE)は、日本のホラー映画。2015年（平成27年）9月11日公開。原作は同名のフリーのアドベンチャーゲーム。10月31日のハロウィンに現れるといわれる謎の殺人鬼ジャック・オー・ランタンの恐怖を描く物語である。本記事では2015年10月24日に公開された続編『ハロウィンナイトメア2』についても記述し、それぞれを第1作、第2作と略す。

## ストーリー

### 第1作
オカルト雑誌編集者の紗季は、未解決殺人事件を追う最中、10月31日のハロウィンにジャック・オー・ランタンが人々を殺害するという都市伝説を知る。紗季が追う事件も発生日は10月31日である。同様の事件は10年間続いており、被害者が生前に撮った写真には、死亡時刻が予告のごとく浮かびあがっていた。紗季は友人の薫と共に、第一の被害者の旧友・進藤楓に接触するが、その後、紗季と薫を撮った写真にも死亡時刻が浮かび上がる。そして10月31日、薫がその時刻に殺害される。紗季は楓から真相を聞き出す。楓は最初の被害者を怨んでおり、黒魔術でジャックを呼び出し、彼を殺害させた。その代償として毎年、ほかの人々の命をジャックに差し出すことを強いられていた。ジャックから逃れる手段は唯一、ハロウィンが終わるまで逃げ切ること。そして紗季のもとにもジャックが現れる。紗季は必死の逃避行の末、殺害寸前まで追いつめられるが、深夜0時が過ぎ、ハロウィンが終わったことで生還を果たした。

### 第2作
女子高生の七海は、親友の朱美、晴香、梓とともに、ハロウィンパーティの日を心待ちにしていた。その最中、晴香と梓が失踪する。七海たちの前に謎の男・吉岡が現れ、ずっと殺人鬼ジャック・オー・ランタンを追い続けていると語る。雑誌編集長である父の取材資料から前作の事件を知った七海は、吉岡にそれを見せる。吉岡はそれをもとに溝口カエデに接触し、ジャックの秘密を探り続ける。そしてハロウィンの日。パーティ会場の七海と晴香の前に、晴香と梓が現れる。再会を喜ぶ七海だが、パーティの最中に晴香と梓は死体と化す。そこへ吉岡が現れて惨劇を抑えようとするも、彼も死亡する。ついにジャックが現れ、朱美を殺害、七海をも殺そうとする。だが死んだままの友人たちがジャックを取押え、晴香は生還を果たす。惨劇は終わったかに見えたが、以来毎年ハロウィンの日のその時刻になると、七海の前にはジャック・オー・ランタンが現れ続けるようになっていた。

## キャスト
- 第1作
  - 森中 紗季: 朝倉あき - 主人公。オカルト雑誌「ノロイック」の編集者。
  - 進藤 楓: 五十嵐令子 - 作中のキーパーソン。第2作では「溝口カエデ」名義で登場。
  - 山本 秀也: 布施紀行 - 「ノロイック」の編集者で、紗季の後輩。
  - 花村 薫: Erina - 紗季の友人。
  - 楓の母: 北河多香子 - 第2作にも登場。
  - 橋本勇: 中西哲也 - 「ノロイック」編集長。第2作にも登場。

- 第2作
  - 橋本 七海: 武田玲奈 - 主人公。前作で登場した橋本勇の娘。
  - 朱美: 増田みずき - 七海の友人。
  - 晴香: 豊泉志織 - 七海の友人。
  - 梓: 佐々木千恵 - 七海の友人。
  - 吉岡: 大庭裕介 - 殺人鬼「ジャック・オー・ランタン」を追う謎の男。

## 製作
2013年にリリースされたアドベンチャーゲーム『ハロウィンナイトメア』の実写映画化作品。同じくゲームの実写映画化である『青鬼』『デスフォレスト』『パラノイアック』に続く第4弾として位置づけられる。第1作主演の朝倉あきにとっては、女優業休業から復帰後の初の主演映画となった。
第2作公開時にはニコニコ動画でも2作同時に公開されており、この記念としてニコニコ動画では2015年10月1日から24日にかけ、ホラー映画特集として6作品が放送された。なお第1作と第2作の世界観の繋がりについては、監督の山下洋助が「『1』の続きを描くか『1』と違う時間の世界を描くかいろいろ考えたんですけど、撮ってみて“どっちでもいいんだな”っていう感じでしたね。観ていただけたらという感じです」と語った。武田玲奈は本作品が映画初主演となった。
同様にゲームを原作とするホラー映画として、これらの後に『バレンタインナイトメア』『イースターナイトメア〜死のイースターバニー〜』が制作されており、これらが「ナイトメアシリーズ」とも呼ばれている。